# Mer de Genkai
La mer de Genkai (玄界灘, Genkai-nada) est une étendue d'eau qui comprend l'extrémité sud-ouest de la mer du Japon et les bordures des côtes septentrionales des préfectures de Fukuoka et Saga.